# Simon Muhič
Simon Muhič, slovenski strojnik; * 1971.
Je redni profesor za področje strojništva. Od 1. oktobra 2012 do 31. avgusta 2021 je bil dekan Fakultete za strojništvo Univerze v Novem mestu. V tem času se je fakulteta razvila od visoke šole do fakultete, z akreditiranimi študijskimi programi na vseh treh stopnjah študija. V funkciji dekana je bil sovlagatelj vloge za ustanovitev zasebne Univerze v Novem mestu, akreditirane v letu 2017. Je tudi direktor podjetja SIMUTEH. S svojim delovanjem je razvijal trg numeričnih simulacij v slovenski industriji. Od leta 2011 je energetski manager Občine Ivančna Gorica. Leta 2013 je postal direktor Inštituta za obnovljive vire energije in učinkovito rabo eksergije, INOVEKS d. o. o., ki aktivno sodeluje pri razvoju skoraj nič-energijskih tehnologij ter na področju kakovosti zraka v prostorih. Za razvoj nizkoenergijskega in nizkoeksergijskega sistema ogrevanja in hlajenja stavb je na 10. Industrijskem forumu IRT v letu 2018 prejel priznanje TARAS. Je član številnih strokovnih domačih in mednarodnih organizacij.
Od leta 2022 je predsednik Znanstvenega sveta javnega raziskovalnega zavoda Rudolfovo - Znanstveno in tehnološko središče Novo mesto ter vodja Centra za krožno gospodarstvo na Rudolfovem .
Od 1. oktobra 2023 do 30. septembra 2024 je bil v.d. dekana Fakultete za industrijski inženiring Novo mesto], od 1. oktobra 2024 pa je bil izvoljen za štiriletni mandat.